# Stanislavciîk, Jmerînka
Stanislavciîk (în ucraineană Станіславчик) este o comună în raionul Jmerînka, regiunea Vinnița, Ucraina, formată numai din satul de reședință.

## Demografie
Componența lingvistică a satului Stanislavciîk
     Ucraineană (97,92%)
     Rusă (1,57%)
     Alte limbi (0,41%)
Conform recensământului din 2001, majoritatea populației satului Stanislavciîk era vorbitoare de ucraineană (97,92%), existând în minoritate și vorbitori de rusă (1,57%).